# Волжский (Ярославская область)
Волжский — поселок в Тутаевском районе Ярославской области. Входит в состав Левобережного сельского поселения.

## География
Находится в центральной части Ярославской области на расстоянии приблизительно 8 км на юго-восток по прямой от города Тутаев на левом берегу Волги.

## История
На месте поселка на карте 1798 года была отмечена деревня Тарасова. До 1960-х годов здесь действовал Тутаевский кирпичный завод № 1.

## Население
Численность населения: 30 человек (русские 90 %) в 2002 году, 16 в 2010.